# Хост (провинция)
Хост (пушту ‎и дари خوست — Xōst) — одна из тридцати четырёх провинций Афганистана. Находится на востоке страны. Административный центр — город Хост. Территория составляет 4152 км² с населением 545 800 человек на 2007 год.
Гористая область на границе Афганистана с Пакистаном (на востоке).

## Административное деление
Состоит из 13 районов:
- Бак
- Гурбуз
- Джаджи-Майдан
- Куаландар
- Мандозай[англ.]
- Муса-Хел
- Надир-Шах-Кот
- Сабари
- Спера
- Тани
- Тере-Зай
- Хост (Матун)
- Шамал[англ.]